# 拉滕巴赫河 (上泰森多夫阿赫河支流)
47°51′13″N 12°48′45″E / 47.85364°N 12.81258°E

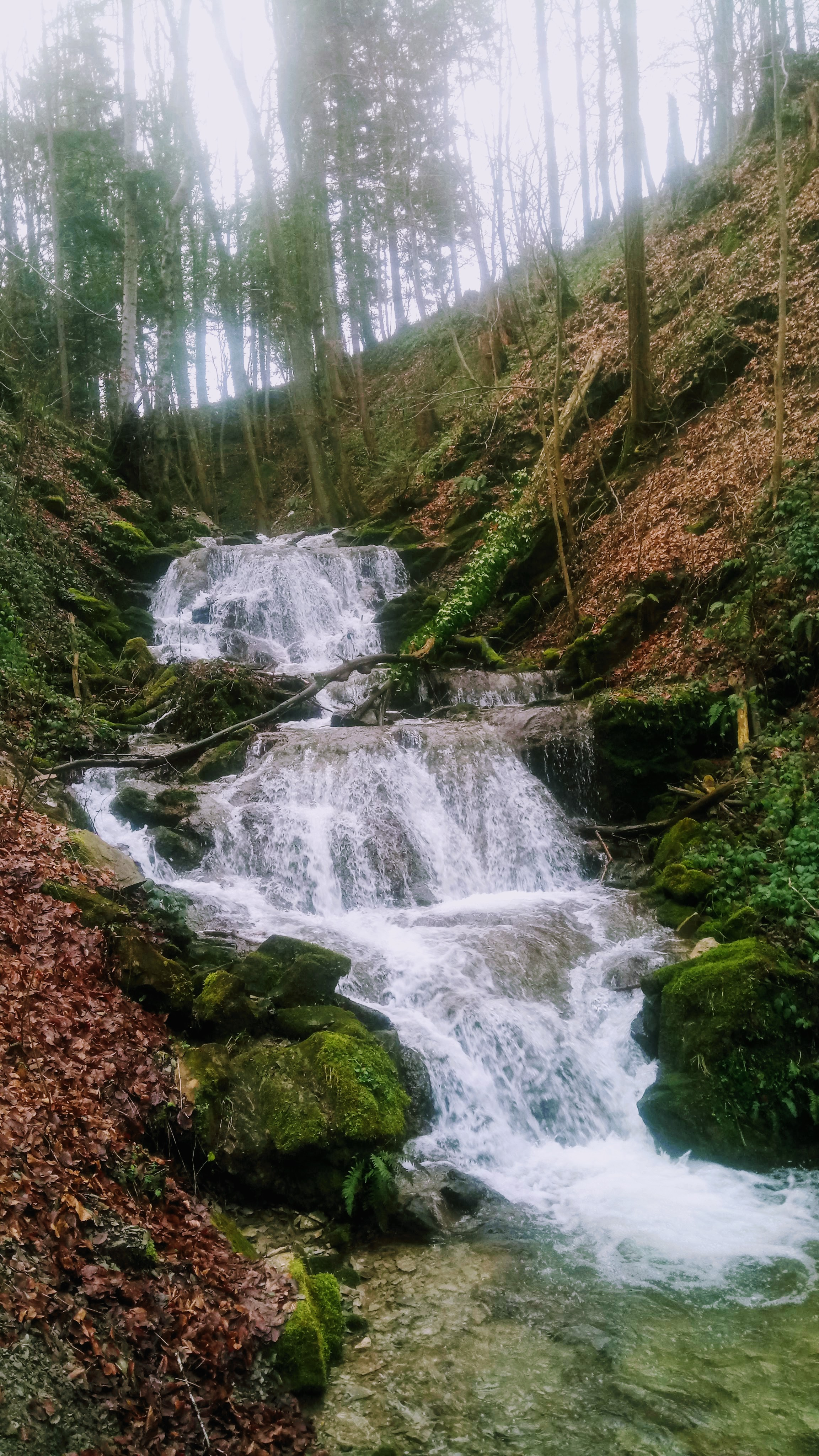

拉滕巴赫河是德國的河流，位於該國東南部，由巴伐利亞負責管轄，屬於上泰森多夫阿赫河的右支流，河道全長4.4公里，流經貝希特斯加登蘭縣。